# Ходжиков, Ходжахмет Конгырходжаевич
Ходжахмет Конгырходжаевич Ходжиков (каз. Қожахмет Қоңырқожаұлы Қожықов; 1910, Кызыл-Орда — 10 сентября 1953, Алма-Ата) — советский казахский художник, карикатурист, график. Один из основоположников казахского народного изобразительного искусства. Брат художника Кулахмета Ходжикова (1914—1986).

## Биография
Родился в 1910 году в Кызыл-Орде. Происходит из рода хорасан-ходжа. Его отец Конгыр-Ходжа Ходжиков был учёным и просветителем, а мать Латипа Ходжикова — художником-костюмером.
В 1925—1927 годах ходил на подготовительные курсы для народов Советского Востока Вхутемаса в Москве. С 1928 по 1930 год работал в Узбеккнигоиздате художником-карикатуристом, затем переехал в Алма-Ату. Работал в казахской газете «Энбекши казах» и в русской «Советская степь». В 1931—1938 годах художник Центрального музея Казахстана, Института национальной культуры, главный художник-постановщик Казахского театра драмы. В 1938 году был репрессирован, и только в 1943 году вернулся в Москву. С 1944 по 1953 год декоратор киностудии «Казахфильм».
Тема станковых произведений Ходжикова — человек труда, образы сельских тружеников («Жатва», «Доение кобылиц», «Молотьба» и других). Композиция акварели «Молотьба» строится по кругу, в центре которого лошадь и колхозник, молотящий зерно. В лирических полотнах «Ночь в рыбацком колхозе», «Лодки на берегу», «Пейзаж с горами» поэтически воспевал жизнь казахского аула. Написал более 100 сатирических линогравюр на злободневные темы. Как книжный график оформил поэму «Ер Таргын» (1944), сатирический роман Н. И. Анова «Ак-Мечеть» (1953) и другие. Автор картин «Жайлауда» («На жай-лау», 1948), «Кешқұрым» («Вечером», 1949), «Қызыл көш» I («Красный караван», 1950), «Асы жайлауына барарда» («По дороге на жайлау Асы», 1952) и другие. Произведения Ходжикова хранятся в Государственном музее искусств имени А. Кастеева, в музее изобразительного искусства Каракалпакстана и других фондах.
Скончался 10 сентября 1953 года, похоронен на Центральном кладбище Алматы.